# Fundação Árpád Szenes-Vieira da Silva
A Fundação Árpád Szenes-Vieira da Silva MHIH • MHSE é uma instituição sediada em Lisboa; tem por vocação primordial a divulgação e o estudo da obra dos artistas plásticos Arpad Szenes e Maria Helena Vieira da Silva. Com este objetivo, foram criados um museu e um centro de documentação e investigação, abertos ao público.
O museu foi inaugurado a 3 de Novembro de 1994 com o contributo da Câmara Municipal de Lisboa, que cedeu o edifício, da Fundação Calouste Gulbenkian, que custeou as obras de remodelação, e da Fundação Luso-Americana para o Desenvolvimento que apoiou na área da investigação.
A colecção do museu cobre um vasto período da produção de pintura e desenho dos dois artistas: de 1911 a 1985, para Árpád Szenes, e de 1926 a 1986, para Maria Helena Vieira da Silva.
Existe ainda um núcleo de gravura de Vieira da Silva que inclui também obras de 1990 e 1991, um ano antes da morte da artista.
Está instalado na antiga Real Fábrica dos Tecidos de Seda de Lisboa, um edifício datado do século XVIII.
Contíguo ao jardim das Amoreiras, face ao Aqueduto das Águas Livres, frente à capela de Nossa Senhora de Monserrate e à Mãe d'Água das Amoreiras, faz uma mostra anual apresentando uma temática que permita acompanhar tendências e a evolução da arte moderna.
Um dos directores e administradores da Fundação Árpád Szenes-Vieira da Silva foi o arquitecto Sommer Ribeiro, falecido em 2006, e outro foi o António Gomes de Pinho.
Em novembro de 2024, reabriu depois de obras, que incluem umas clarabóias, pensadas pelo Pedro Falcão e o Fernando Brízio, com uma exposição chamada 331 Amoreiras em Metamorfose.
A 14 de Maio de 2015, foi agraciada com o grau de Membro Honorário da Ordem do Infante D. Henrique. A 21 de maio de 2024, foi agraciada com o grau de Membro Honorário da Ordem Militar de Sant'Iago da Espada.